# Termo cinético
Em física, um termo cinético é a parte do Lagrangeano que é bilinear nos campos (e para os modelos de sigma não lineares, eles não são ainda bilinear), e geralmente contém duas derivadas em função do tempo (ou espaço); no caso dos férmions, o termo cinético geralmente tem apenas uma derivada. A equação de movimento derivada de tal Lagrangiano contém operadores diferenciais que são gerados pelo termo cinético.
Na mecânica, o termo cinético é
{\displaystyle T={\frac {1}{2}}{\dot {x}}^{2}={\frac {1}{2}}\left({\frac {\partial x}{\partial t}}\right)^{2}.}
Na teoria quântica de campos, os termos cinéticos para campos escalares reais, campo eletromagnético e campo de Dirac são
{\displaystyle T={\frac {1}{2}}\partial _{\mu }\Phi \partial ^{\mu }\Phi +{\frac {1}{4g^{2}}}F_{\mu \nu }F^{\mu \nu }+i{\bar {\psi }}\gamma ^{\mu }\partial _{\mu }\psi .}